# Jessica Brown Findlay
Jessica Rose Brown Findlay (Cookham, 14 settembre 1989) è un'attrice britannica, principalmente nota per aver interpretato Lady Sybil Crawley in Downton Abbey.

## Biografia

### Gli inizi
Jessica Brown Findlay è figlia di Beverley, una aiuto-docente ex infermiera, e di Christopher Brown Findlay, un consulente finanziario ex bancario. Ha una sorella minore, Katherine. Il suo bisnonno, William Brown Findlay, incorporò il proprio secondo nome, "Brown", nel cognome, che venne poi ereditato da tutta la famiglia.
Jessica Brown Findlay è nata a Cookham il 14 settembre 1989. Sin da piccola, aspira a diventare una famosa ballerina e inizia a ballare all'età di due anni e mezzo, continuando anche mentre frequenta la scuola di infermieristica. Dopo essersi esercitata per anni, all'età di 15 anni le viene chiesto di ballare insieme al Kirov Ballet alla Royal Opera House di Londra, per la stagione estiva. Tuttavia, subisce tre operazioni chirurgiche alle caviglie. L'ultima pone fine alla sua carriera nella danza. Su consiglio di un insegnante, inizia a frequentare alcune lezioni di recitazione alla Tring Park School nel Hertfordshire, dove viene notata da un agente al casting. Prosegue gli studi iscrivendosi al Central Saint Martins College of Art di Londra.

### La carriera
Nel 2009, Jessica Brown Findlay ottiene il ruolo di Lady Sybil Crawley, la più giovane delle sorelle Crawley, nella serie televisiva Downton Abbey, vincitrice di numerosi Golden Globe. Nel 2012, appare nel film Not Another Happy Ending, di John McKay e nella miniserie televisiva Labyrinth, tratta dal romanzo I codici del labirinto di Kate Mosse, nei panni di Alaïs Pelletier. Nello stesso anno, entra nel cast del film Storia d'inverno. Nel 2013 entra nel cast del remake di Frankenstein, con Daniel Radcliffe e James McAvoy, in uscita nel 2015; inoltre interpreta la protagonista Mary Yellan nella miniserie in tre puntate Jamaica Inn, adattamento del romanzo Taverna alla Giamaica di Daphne du Maurier, già adattato nel 1939 in un lungometraggio diretto da Alfred Hitchcock. Nel 2016 è protagonista di This Beautiful Fantastic. Nel 2020 è tra i protagonisti di Brave New World serie televisiva distopica di fantascienza ispirata dal romanzo di Aldous Huxley il Mondo Nuovo del 1932.

## Filmografia

### Attrice

#### Cinema
- Albatross, regia di Niall MacCormick (2011)
- Storia d'inverno (Winter's Tale), regia di Akiva Goldsman (2014)
- Posh, regia di Lone Scherfig (2014)
- Lullaby, regia di Andrew Levitas (2014)
- Victor - La storia segreta del dott. Frankenstein (Victor Frankenstein), regia di Paul McGuigan (2015)
- This Beautiful Fantastic, regia di Simon Aboud (2016)
- England Is Mine, regia di Mark Gill (2017)
- Il club del libro e della torta di bucce di patata di Guernsey (The Guernsey Literary and Potato Peel Pie Society), regia di Mike Newell (2018)
- La dimora del male (The Banishing), regia di Christopher Smith (2020)
- Monaco - Sull'orlo della guerra (Munich – The Edge of War), regia di Christian Schwochow (2021)
- The Hanging Sun - Sole di mezzanotte (The Hanging Sun), regia di Francesco Carrozzini (2022)

#### Televisione
- Downton Abbey – serie TV, 21 episodi (2009-2012)
- Misfits – serie TV, episodi 1x06-3x08 (2009-2011)
- Black Mirror – serie TV, episodio 1x02 (2011)
- Labyrinth, regia di Christopher Smith –miniserie televisiva (2012)
- Jamaica Inn, regia di Philippa Lowthorpe – miniserie TV (2014)
- Harlots – serie TV, 20 episodi (2017-2019)
- Brave New World – serie TV, 9 episodi (2020)
- Life After Life - miniserie TV, 4 episodi (2022)

#### Cortometraggi
- Razorlight: Hostage of Love, regia di Mike Figgis (2009)
- Man on a Motorcycle, regia di John Maclean (2009)
- Aftertaste, regia di Chloe Wicks (2020)

### Doppiatrice
- Monster Family, regia di Holger Tappe (2017)
- Castlevania - serie animata, 20 episodi (2020-2021)
- Monster Family 2, regia di Holger Tappe (2021)

## Premi e candidature
- 2011 - British Independent Film Awards
  - Nomination Miglior esordiente (Albatross)[13]

- 2012 - Evening Standard British Film Awards
  - Nomination Most Promising Newcomer (Albatross)[14]

- 2012 - Glamour Women of the Year Awards
  - Best UK Actress (Downton Abbey)[15]

- 2013 - Screen Actors Guild Awards
  - Screen Actors Guild Award per il miglior cast in una serie drammatica – con il resto del cast di Downton Abbey[16]

## Doppiatrici italiane
Nelle versioni in italiano dei suoi film, Jessica Brown Findlay è stata doppiata da:
- Gemma Donati in Storia d'inverno, Posh, Victor - La storia segreta del dott. Frankenstein, Brave New World
- Rachele Paolelli in Black Mirror, The Beautiful Fantastic
- Letizia Scifoni in Downton Abbey, The Hanging Sun - Sole di mezzanotte
- Stella Musy in Misfits
- Valentina Favazza in Monaco - Sull'orlo della guerra
- Erica Necci in Il club del libro e della torta di bucce di patata di Guernsey

Da doppiatrice è sostituita da:
- Emanuela Ionica in Monster Family
- Lucrezia Marricchi in Monster Family 2